# Pseudocleobis
Pseudocleobis es un género de arácnidos solifugos perteneciente a la familia Ammotrechidae que se distribuye por Sudamérica.

## Especies
Según solpugid.com
- Pseudocleobis alticola Pocock, 1900
- Pseudocleobis andinus (Pocock, 1899)
- Pseudocleobis arequipae Roewer, 1959
- Pseudocleobis bardensis Maury, 1976
- Pseudocleobis calchaqui Maury, 1983
- Pseudocleobis chilensis Roewer, 1934
- Pseudocleobis hirschmanni Kraepelin, 1911
- Pseudocleobis huinca Maury, 1976
- Pseudocleobis ilavea Roewer, 1952
- Pseudocleobis levii Maury, 1980
- Pseudocleobis morsicans (Gervais, 1849)
- Pseudocleobis mustersi Maury, 1980
- Pseudocleobis orientalis Maury, 1976
- Pseudocleobis ovicornis Lawrence, 1954
- Pseudocleobis peruviana Roewer, 1957
- Pseudocleobis puelche Maury, 1976
- Pseudocleobis solitarius Maury, 1976
- Pseudocleobis tarmana Roewer, 1952
- Pseudocleobis titschacki (Roewer, 1942)
- Pseudocleobis truncatus Pocock, 1900